# 自由群
自由群（じゆうぐん、free group）とは、公理から来る自明なもの以外に元の間の等式がない群のことである。ただし、二つの元を取り出したとき、同じ元であるかどうか、および一方が他方の逆元であるかどうかは判定できる。

## 構成
文字の集合 X = {xλ} λ∈Λ に対し、新たに文字の集合 X-1 = {xλ-1} λ∈Λ をつくり、Ω = X ∪ X-1 とおく。
Ω に含まれる文字からなる長さ有限な文字列を、文字集合 Ω 上の語（ご、word）と呼ぶ。
Ω の二つの語 a = (a1, a2, ..., an), b = (b1, b2, ..., bm) の積 ab を
ab = (a1, a2, ..., an, b1, b2, ..., bm)
と定めると Ω の語の全体 W(Ω) は、空の語 () を単位元とするモノイドになる（自由モノイドあるいは空の語を特に考えないものは自由半群）。ある語 a の中に x ∈ X と x-1 ∈ X-1 が隣り合っている部分があるとき、この二つを取り除いて新たな語 b を作ることを a を簡約（かんやく、reduce, cancel）して b にするという。簡約できない語は既約（きやく、irreducible）であるという。語 a を簡約して得られる既約な語を a の簡約表示と呼び、ここでは I(a) と表すことにする。
W(Ω) における二項関係 ~ を簡約表示が一致すること、すなわち
a ~ b ⇔ I(a) = I(b)
で定めると、この関係 ~ は同値関係となる。語 a の属する同値類を [a] で表すことにする。

### 定義
上の記法のもとで、W(Ω) の同値類の集合 F(X) = W(Ω)/~ は、積を [a][b] = [ab] により定義することによりX で生成される群になる。
この群 F(X) を文字集合 X 上の自由群という。

## 普遍性
文字集合 X 上の自由群は自由群の普遍性 (universal property) と呼ばれる、以下の性質によって特徴付けられる。G を任意の群とし、f: X → G を任意の写像とすると、群の準同型
{\displaystyle {\tilde {f}}:F(X)\to G}
で、その X への制限写像について
{\displaystyle {\tilde {f}}(\mathbf {a} )=f(\mathbf {a} )}
が任意の a ∈ X に対して成立するようなものがただ一つ存在する。
自由群は、より一般の概念として圏論における自由対象 (free object) の一例である。多くの普遍的構造と同じく、それは一組の随伴関手を定める。

### 群の表示
任意の群はある自由群の剰余群になり、生成元と基本関係式で表示できる。